# День автомобилиста и дорожника (Украина)
«День автомобилиста и дорожника» (укр. «День автомобіліста і дорожника» ) — национальный профессиональный праздник работников автомобильного транспорта и дорожного хозяйства, который отмечается на Украине ежегодно в последнее воскресенье октября.
«День автомобилиста и дорожника» получил статус официального государственного профессионального праздника в 1993 году вскоре после распада СССР. 13 октября 1993 года, в столице украинской республики городе-герое Киеве, первый президент Украины Л. М. Кравчук «в поддержку инициативы работников автомобильного транспорта и дорожного хозяйства Украины», подписал Указ № 452/93 «Про день автомобилиста и дорожника», который предписывал отмечать этот праздник в последнее воскресенье октября. 
Однако история этого профессионального праздника начинается много раньше — 1 октября 1980 года, когда Президиум Верховного Совета Союза Советских Социалистических Республик издал Указ № 3018-Х «О праздничных и памятных днях», который, в числе прочего, предписывал учредить в СССР в последнее воскресенье октября «День автомобилиста» (который был более известен, как «День водителя»). Украинская власть сделала этот праздник общим для водителей и дорожников, возможно пытаясь таким образом сделать так, чтобы между водителями и дорожниками воцарились дружба и взаимопонимание.
Сеть автомобильных дорог общего пользования Украины имеет протяжённость 172,4 тысячи км дорог, из них с твёрдым покрытием — 164,1 тысячи км (без учёта муниципальных, ведомственных, внутрихозяйственных). Этого достаточно, чтобы четыре раза обогнуть экватор. Количество-же автомобилей только в Киеве в 2008 году составляло миллион машин в сутки, причём власти прогнозировали увеличение их числа в полтора раза в ближайшие годы. Всего же на Украине, согласно данным на начало 2009 года, зарегистрировано около 8 миллионов только легковых автомобилей. Но если бы уже сейчас поставить только киевские автомобили друг за другом на дороге, то получились бы «бусы» длинной равные протяжённости Украины с запада на восток и обратно.
В 2008 году третий президент Украины В. А. Ющенко поздравляя работников этих отраслей промышленности с их профессиональным праздником сказал следующее:

«Ваш упорный труд имеет большое значение для функционирования всех отраслей экономики. Благодаря профессионализму и добросовестности работников дорожного хозяйства появляются новые современные дороги, которые соединяют все уголки нашего государства, связывают Украину с миром. Именно от состояния дорог и согласованной работы перевозчиков зависит качество и своевременность обеспечения потребностей граждан, производства, социальной сферы»

Тогда же премьер-министр Украины Ю. В. Тимошенко добавила:

«Сейчас перед дорожниками и автомобилистами стоит не менее масштабная задача — подготовить автомобильные дороги к Евро-2012 и обеспечить автотранспортными услугами на европейском уровне… Мечтаю и верю, что вместе с вами мы построим, реконструируем автомобильные дороги Украины, которые будут соответствовать европейским нормам и стандартам, что позволит эффективно интегрироваться в европейскую транспортную сеть и стать одним из высокоразвитых транзитных государств…»